# Palisade (Nebraska)
Palisade è un comune degli Stati Uniti d'America, situato nello Stato del Nebraska, diviso tra la contea di Hitchcock e la contea di Hayes.